# Miriam Soljak
Miriam Bridelia Soljak (Thames, 15 de junio de 1879 – Auckland, 28 de marzo de 1971), nacida Miriam Bridelia Cummings, fue una pionera feminista neozelandesa, comunista, activista de los derechos de las personas desempleadas y partidaria de la planificación familiar. 
Nacida en Thames (Nueva Zelanda), se crio como católica y estudió para ser maestra. De 1898 a 1912, enseñó en escuelas nativas, aprendiendo sobre la cultura maorí y llegando a dominar el idioma. En 1908, se casó con Peter Soljak, un inmigrante de Dalmacia, que en la actualidad forma parte de Croacia pero que en aquella época formaba parte del Imperio Austriaco. En 1919, debido a la legislación de guerra, fue desnaturalizada y obligada a registrarse como extranjera enemiga, a causa de su matrimonio. A pesar de su divorcio en 1939, Soljak no pudo recuperar su nacionalidad británica.
Como protesta, Soljak lideró una campaña que duró casi treinta años para que las mujeres tuvieran su propia nacionalidad individual en Nueva Zelanda. Se ocupó de cuestiones sanitarias que incluían el bienestar infantil, la planificación familiar y la anticoncepción, la mortalidad infantil y materna, y la educación sexual. Las preocupaciones económicas, como las dotaciones para las madres, las pensiones para las personas ancianas y las enfermas, las indemnizaciones por desempleo para las mujeres, así como las políticas de ayuda a las mujeres sin hogar, las viudas y las mujeres separadas, también fueron objeto de la labor de Soljak. También se esforzó por apoyar a las comunidades indígenas, implicándose en la protección de las mujeres y niñas maoríes y en el movimiento independentista samoano, aunque era pacifista. En 1946, Nueva Zelanda modificó la ley de nacionalidad, cambiando la política de que una mujer adquiría automáticamente la nacionalidad de su marido al casarse.

## Educación y primeros años
Miriam Bridelia Cummings nació el 15 de junio de 1879 en Thames (Nueva Zelanda), hija de Annie (de soltera Cunningham) y Matthew Cummings. Su madre era de origen escocés y su padre, carpintero, era irlandés. Fueron ocho hijas e hijos en la familia y, debido a las diferencias religiosas de sus padres, los niños fueron criados como protestantes y las niñas como católicas. Cummings asistió a la escuela en Támesis y Nueva Plymouth para su educación secundaria. En 1896, ingresó en el programa de alumnado-profesorado de la Escuela Central de Nueva Plymouth y terminó su aprendizaje en la Escuela Kauaeranga de Támesis.

## Enseñanza (1898 - 1919)
En 1898, Cummings aceptó un puesto de profesora en la escuela nativa de Taumarere, en Northland. Al trasladarse a Pukaru (también llamado Pakaru), cerca de Kawakawa, vivió con una familia maorí y enseñó en la escuela nativa. Cummings se interesó mucho por la cultura maorí y el bienestar de las comunidades maoríes Ngāpuhi de la zona. Llegó a dominar el idioma maorí. Dejó la zona y en 1905 tuvo una hija, Dorothea Grace, en Auckland. Al trasladarse a Rotorua, trabajó como empleada doméstica en casas particulares hasta el 10 de junio de 1908, cuando se casó con Peter Soljak. Él era un inmigrante de Dalmacia, entonces parte del Imperio Austriaco, que tenía poca educación o fluidez en inglés, pero estaba dispuesto a trabajar en varios empleos para mantener a la familia. Había abandonado su tierra natal para evitar el reclutamiento en el ejército austriaco y se oponía firmemente al dominio austriaco en Dalmacia. En una época trabajó como extractor de resina kauri y, en el momento de su matrimonio, era restaurador.
Al reanudar su labor docente en Pukaru en 1910, Soljak recibió atención de guardería para sus hijos gracias a su habilidad para trabajar con el alumnado maorí. Peter trabajaba cerca, en Kawakawa, construyendo un puente. Cuando Soljak dio a luz a su cuarta criatura en 1912, dejó la enseñanza y la familia se trasladó a Tauranga, donde Peter trabajó en varios proyectos de construcción y transporte. Pasaron apuros económicos y se mudaron a menudo. Poco después de terminar la Primera Guerra Mundial, cuando nació su séptimo hijo, Paul, en 1919, a Soljak se le negó una cama en la maternidad y se le dijo que era una extranjera enemiga y que había perdido su nacionalidad al casarse con un extranjero. Ante la opción de prisión o registro, Soljak se registró como extranjera "bajo protesta". La acción también revocó su derecho al voto.

## El derecho de las mujeres a la nacionalidad: inicios de su activismo

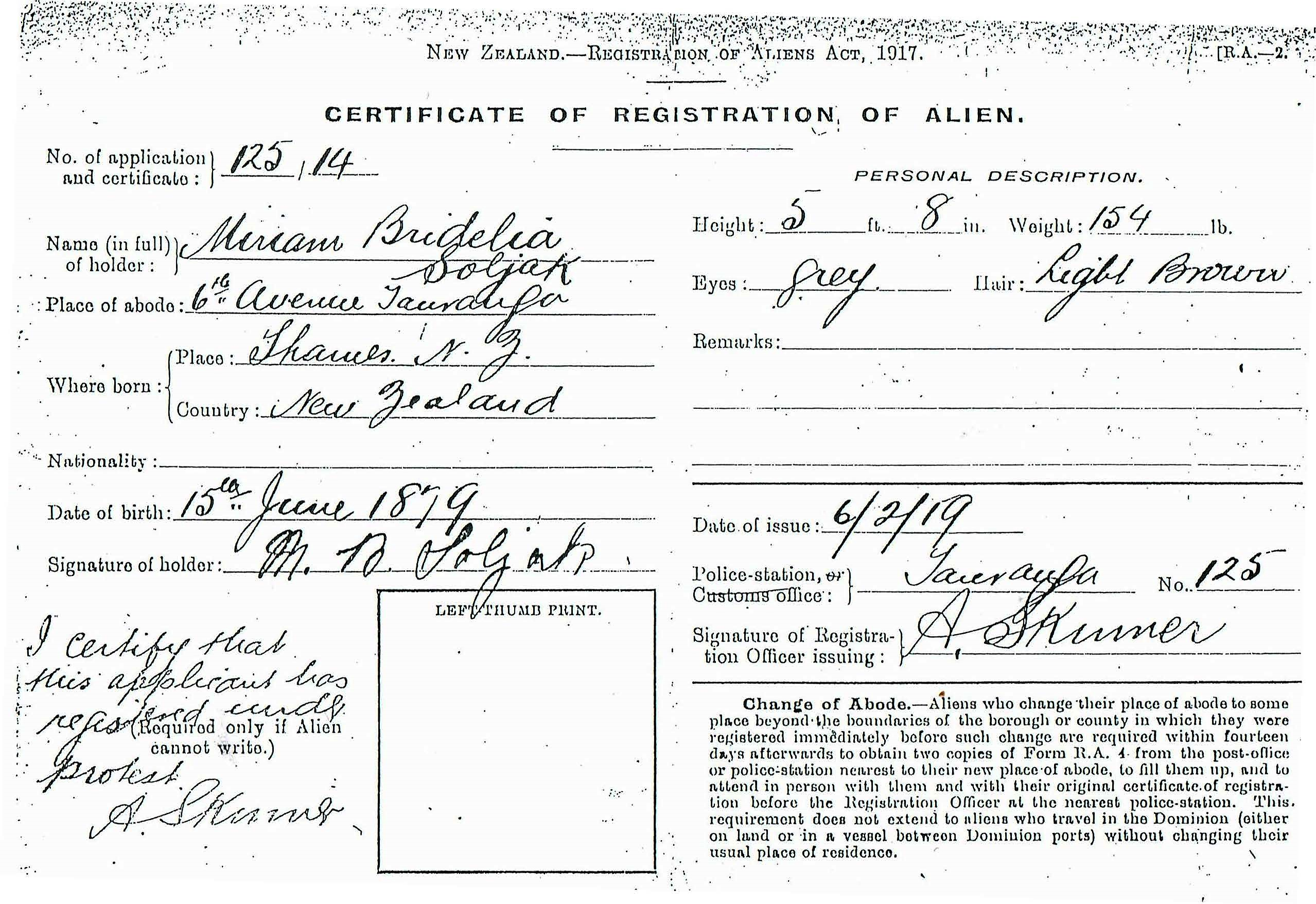
Certificado de inscripción como extranjera para Soljak, 1919

La primera ley de nacionalidad de Nueva Zelanda, la Ley de Extranjería de 1866, especificaba que las mujeres extranjeras que se casaban con neozelandeses adquirían automáticamente la nacionalidad del marido. Sólo se aplicaba a las esposas de súbditos británicos. Debido a la forma en que se redactaron las leyes de nacionalidad británica, las personas se convertían en súbditas o se naturalizaban como británicas en función de las definiciones locales de cada jurisdicción. No existía una definición imperial general sobre quién era súbdito británico. Esto significaba que alguien podía ser súbdito británico en una parte del imperio, pero no ser considerado británico en otra parte de los dominios de Gran Bretaña. Nueva Zelanda introdujo una medida para adoptar el código común de nacionalidad británica en 1914, pero su aprobación se pospuso por el estallido de la guerra.
Las medidas de guerra, como la Enmienda a la Ley de Reglamentos de Guerra de 1916 y la Ley de Revocación de la Naturalización y Registro de Extranjeros de 1917, abordaron los procedimientos de desnaturalización de las mujeres. En virtud de la enmienda de 1916, las esposas de los extranjeros enemigos eran automáticamente desnaturalizadas como extranjeras enemigas, incluso si habían nacido británicas. Las disposiciones de la Ley de Revocación de la Naturalización de 1917 establecían que la revocación de la nacionalidad de un extranjero enemigo no afectaba a su esposa e hijos menores. La Ley de Registro se limitaba a exigir a los extranjeros que indicaran el nombre y la edad de su esposa e hijos. Sin embargo, una enmienda a la Ley de Registro de Extranjeros de 1920 aclaró que las mujeres casadas en Nueva Zelanda que perdían su nacionalidad a causa del matrimonio debían registrarse como extranjeras. A pesar de las disposiciones contradictorias de la ley, mujeres como Soljak fueron privadas de su nacionalidad durante la guerra. La experiencia dio un giro a su vida hacia el activismo, llevándola a la fama nacional.

## Activismo político (1920 – 1946)
En 1920, la familia se trasladó a Auckland y Soljak se unió a la Liga Política de Mujeres de Auckland, que cinco años más tarde se convirtió en la rama femenina del Partido Laborista de Nueva Zelanda. Soljak lideró una lucha pública, junto con Elizabeth McCombs, contra las leyes de nacionalidad, hablando ante el Parlamento y publicando artículos en los periódicos locales sobre la injusticia de la legislación. Con la desintegración del Imperio Austriaco, Peter optó por alinear su nacionalidad con el Reino de los Serbios, Croatas y Eslovenos, más tarde Yugoslavia, en 1922. En 1923, Nueva Zelanda adoptó el plan de nacionalidad británico, que especificaba claramente que las neozelandesas que se casaban con hombres extranjeros perdían automáticamente su nacionalidad al contraer matrimonio. Trabajando con aliados como Emily Gibson y Peter Fraser, Soljak presionó para que la legislación permitiera a las mujeres tener una nacionalidad independiente. Fraser presentó un proyecto de ley en 1927, pero no tuvo éxito. En 1928, Peter Soljak se nacionalizó, y gracias a su acción Soljak recuperó su nacionalidad británica en virtud de una enmienda aprobada en 1935, pero sólo mientras estuviera en Nueva Zelanda. Cuando viajaba al extranjero, tenía que utilizar un pasaporte con el aviso "Nacida en Nueva Zelanda, esposa de un extranjero, ahora naturalizada" y registrarse regularmente en la policía.

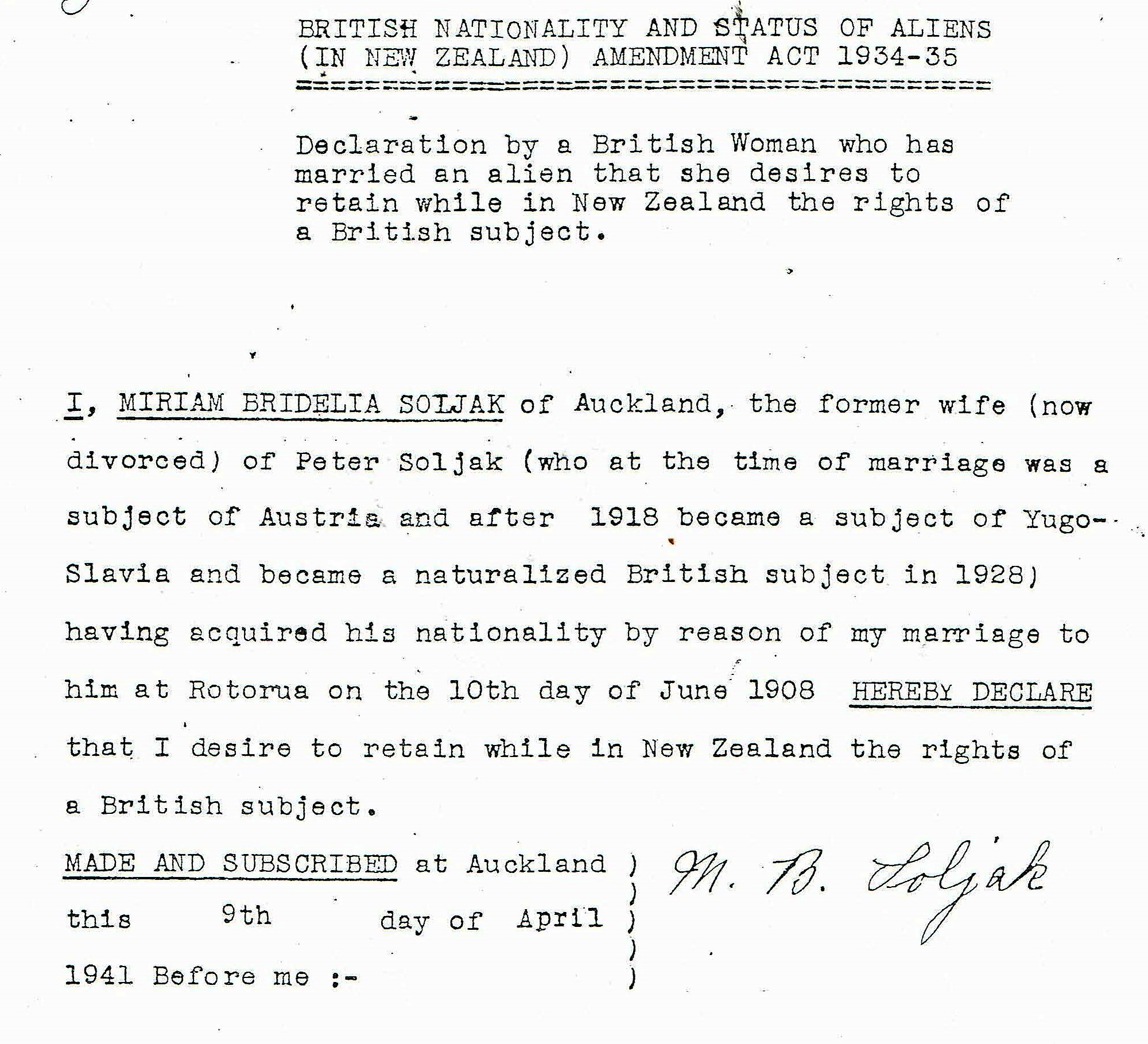
Declaración de nacionalidad británica de Soljak, 1941

A partir de 1926, Soljak se dedicó a los asuntos de la mujer. Luchó para que las mujeres recibieran prestaciones por desempleo, ya que los políticos ignoraban su falta de vivienda y su necesidad de trabajar. En 1931, trabajó en el Comité de Emergencia de Mujeres Desempleadas de Auckland, pero dimitió cuando se dio cuenta de que no había fondos para ayudar a las mujeres y de que sus acciones sólo consistirían en elaborar un registro de mujeres desempleadas. Debido a la percepción de que muchas mujeres maoríes caían en la prostitución, Soljak presionó para que se impartiera formación para combatir sus dificultades económicas y el ostracismo social que sufren en el lugar de trabajo. Subrayó que las mujeres y niñas maoríes tienen derechos civiles y deben poder elegir su propio empleo y no ser explotadas. Señaló que las mujeres maoríes a menudo tenían que aceptar cualquier trabajo que pudieran encontrar. Esto se confirma en una investigación realizada por el Departamento de Trabajo a instancias de la Asociación Maorí Akarana, que encontró pocos casos de inmoralidad entre las niñas y mujeres maoríes, pero señaló que tenían dificultades para ganar lo suficiente para mantenerse a sí mismas y a sus familias. Sugirió que se crearan albergues para formar a las mujeres maoríes en el cuidado de niños, el servicio doméstico y la enfermería.
Soljak participó en el movimiento pacifista, además de abogar por la educación sexual y los programas de lucha contra la mortalidad materno-infantil, el bienestar de los niños y los pagos a las madres para reconocer su contribución a la nación a través de la crianza de los hijos. Empezó a trabajar como periodista independiente y era una oradora muy solicitada, aunque su estilo era contundente y polémico. En 1928, Soljak fue elegida presidenta de la rama femenina del Partido Laborista de Auckland y reelegida para el cargo en 1929. Los Soljak se separaron en 1929, principalmente porque Peter no estaba de acuerdo con la política radical de ella ni con la gente con la que se relacionaba. Al año siguiente, ella buscó una separación legal, pero Peter se negó a aceptar, negando a Soljak la pensión alimenticia o la manutención de sus hijos. Entre 1930 y 1931, colaboró con la Liga Internacional de Mujeres por la Paz y la Libertad y dirigió una iniciativa para ayudar a las mujeres de Samoa. Condenó la supresión del movimiento independentista Mau de Samoa en 1930, y estuvo en desacuerdo con la jerarquía del Partido Laborista por esta cuestión. Después de escribir un artículo en mayo, que se publicó en el Samoa Guardian, en el que protestaba por los registros en los domicilios de los líderes independentistas, fue expulsada de la rama femenina del Partido Laborista. A continuación, se alió con el Partido Comunista de Nueva Zelanda y se unió a otras organizaciones radicales.
Después de que un sacerdote le aconsejara que el tamaño de la familia podía controlarse mediante la abstinencia, Soljak abandonó la iglesia católica y comenzó a hacer campaña para que las mujeres pudieran acceder a la anticoncepción y la planificación familiar. Utilizando el seudónimo "Zealandia", escribió una serie de artículos para The New Zealand Herald sobre el tema y asistió a una conferencia en Wellington en 1934, abogando por el control de la natalidad. Tras la conferencia, ayudó a fundar la Sociedad de Higiene Sexual y Regulación de la Natalidad, que en 1940 pasó a llamarse Asociación de Planificación Familiar de Nueva Zelanda. En 1935, Soljak dirigió una delegación de miembros del Movimiento de Mujeres Trabajadoras a la oficina del Primer Ministro para exigir cambios en los Comités de Desempleo de Mujeres. En el manifiesto que presentó se pedía la disolución de los comités y el cese de la dirección actual, sustituyéndolos por oficinas de empleo para mujeres, que estarían dirigidas por mujeres; la creación de servicios gubernamentales de colocación para mujeres; la concesión de ayudas a las personas ancianas, las enfermas y las viudas; y la revisión de las políticas relativas a las esposas separadas de los hombres que obtenían subsidios de ayuda.
Bajo el patrocinio de la Liga Internacional de Mujeres por la Paz y la Libertad, Soljak asistió a una conferencia de mujeres de la Commonwealth en Londres (1936-1937), donde las ponencias trataron temas como la falta de igualdad de derechos para las mujeres, la paz y las iniciativas sociales, el tráfico de personas y los derechos de nacionalidad e inmigración de las mujeres. Presentó una ponencia en la conferencia sobre los problemas de nacionalidad de las mujeres en Nueva Zelanda. En 1936, Soljak recibió finalmente una pensión alimenticia, pero durante su viaje al extranjero, Peter intentó poner fin a los pagos. En 1938, ella solicitó el divorcio y se le concedió un decreto nisi, y el divorcio finalizó en 1939. Soljak determinó que seguía siendo clasificada como extranjera, a pesar de su nacimiento en Nueva Zelanda y de la terminación de su matrimonio, ya que la ley no preveía que una mujer recuperara la nacionalidad perdida al casarse. Cuando se aprobó la Ley de Seguridad Social en 1938, escribió un artículo en la publicación Women Today en el que criticaba el hecho de que, aunque la ley daba derecho a las trabajadoras solteras a una prestación por desempleo, pagaba las prestaciones de las mujeres casadas a sus maridos.

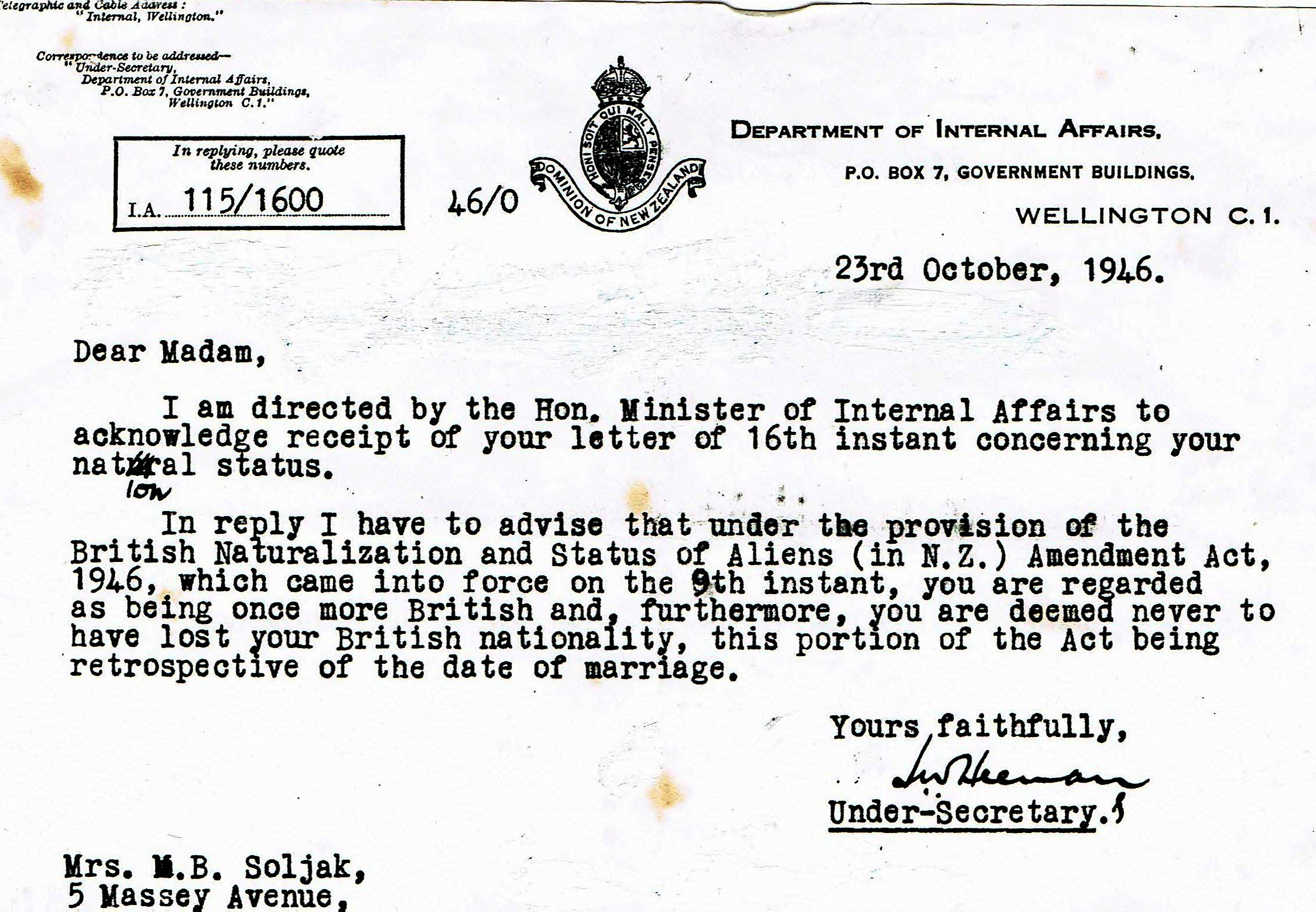
Carta del subsecretario Heenan a Soljak, 1946

Soljak se unió a la Asociación Racionalista de Nueva Zelanda en 1940 y en 1941 fue elegido para formar parte del comité ejecutivo. La organización protestó por el trato que el gobierno daba a los objetores de conciencia. Ese año continuó su campaña contra la ley de nacionalidad, hablando en nombre de la delegación del Movimiento de Mujeres Unidas ante el Ministro del Interior. Señaló que las mujeres debían tener su propia nacionalidad y que la ley actual también afectaba a la nacionalidad de sus hijos. Soljak continuó haciendo campaña durante la guerra en nombre del Movimiento de Mujeres Unidas, siendo su tesorera en 1944, y de la Liga Internacional de Mujeres por la Paz y la Libertad. Presionó para conseguir una vivienda adecuada para las familias, ya que la mayoría de las unidades disponibles se habían entregado a los soldados; para no permitir que la protección de los niños se perdiera a causa de la atención al esfuerzo bélico; y para las iniciativas de paz. Al final de la Segunda Guerra Mundial, se retiró de la vida pública para cuidar de su hijo Paul, que había sido herido en la guerra. Vivían en Point Chevalier. En 1946, Soljak recuperó la nacionalidad, cuando la ley de nacionalidad neozelandesa fue finalmente revisada para conceder la nacionalidad individual a las mujeres. En la carta del Ministro del Interior, firmada por el subsecretario Joe Heenan, que respondía a su solicitud de restitución de la nacionalidad, decía: "se considera que usted nunca ha perdido su nacionalidad británica". Finalmente, se reincorporó al Partido Laborista y se le concedió una insignia de oro de servicio por su labor durante muchos años.

## Fallecimiento y legado
Soljak murió en Auckland el 28 de marzo de 1971. Se la recuerda por su defensa de las mujeres trabajadoras y del pueblo maorí, así como por sus esfuerzos durante décadas para abordar la discriminación de género en las leyes de nacionalidad. Los documentos de la familia Soljak se conservan en el Archivo Dálmata de las Bibliotecas del Consejo de Auckland. Su hijo Philip se convirtió en escritor y su hija Connie Purdue pasó a ser un nombre destacado en el movimiento antiabortista neozelandés. En 2020, Soljak fue objeto de una serie de pinturas acrílicas de técnica mixta, presentadas en la Galería de Arte de la Comunidad de Waiheke con el título de "Firmado bajo protesta" y creadas por su nieta, Katy Soljak.